# Бухерер, Альфред
А́льфред Ге́нрих Бу́херер (нем. Alfred Heinrich Bucherer, 1863—1927) — немецкий физик-экспериментатор. Принимал активное участие в проверке и обсуждении теории относительности. Особую важность для развития физики имели проведенные им исследования зависимости массы электрона от скорости (1908), которые подтвердили релятивистскую формулу Лоренца в противовес альтернативной формуле Абрахама. Другие работы относятся к электронной теории, электрохимии, гравитации.
Член Американского физического общества (1921). В честь учёного названа улица (Alfred-Bucherer-Straße) в Бонне.

## Биография
Родился в Кёльне в 1863 году. Учился с 1884 по 1899 сначала в Ганноверском университете, затем в американском университете Джонса Хопкинса, далее в Страсбургском университете, университете Лейпцига и Боннском университете. В Бонне он защитил в 1899 году диссертацию, после чего преподавал там до 1923 года (с 1912 года утверждён в звании профессора).

## Научная деятельность
В 1903 году Бухерер опубликовал первую на немецком языке книгу, полностью основанную на символике векторного анализа. Проводил измерения заряда электрона.
Подобно Анри Пуанкаре (1895, 1900), Бухерер (1903b) верил в принцип относительности, то есть, все описания электродинамических эффектов должен содержать только относительные движения самих тел, а не эфира. Однако он пошел дальше Пуанкаре и, вслед за Альбертом Эйнштейном, отрицал физическое существование эфира. Правда, он не связывал отказ от эфира с относительностью пространства и времени.
На основе этих идей в 1906 году Бухерер разработал теорию, в которой проницательно предположил, что геометрия физического пространства отличается от евклидовой, хотя сформулировал эту гипотезу довольно расплывчато. В 1908 году Вальтер Ритц показал, что теория Бухерера приводит к неверным выводам в электродинамике.
В 1904 году Бухерер разработал оригинальную теорию электронов, в котором электроны сжимаются в направлении движения и расширяются в перпендикулярном направлении. Независимо от него очень похожую модель разработал в 1905 году Поль Ланжевен. Модель Бухерера-Ланжевена была альтернативой двум ранее выдвинутым электронным моделям:
- Хендрик Лоренц (1899), Анри Пуанкаре (1905, 1906) и Альберт Эйнштейн (1905), в которых электроны подвергаются сокращению длины без расширения в других направлениях.
- Модель Макса Абрахама, в которой размеры электрона неизменны, а принцип относительности не выполняется.

Все три модели предсказывали рост массы электрона, когда его скорость приближается к скорости света. Модель Бухерера-Ланжевена подверглась критике и была быстро отвергнута, так что экспериментаторы сосредоточились на выборе между теориями Абрахама и Лоренца-Эйнштейна. Вальтер Кауфман в своих опытах (1901—1905) полагал, что его эксперименты подтвердили модель Абрахама. Но в 1908 году Бухерер провёл свои опыты, и результаты, наоборот, подтвердили модель Лоренца-Эйнштейна и принцип относительности. В 1908 году Бухерер признал принцип относительности Эйнштейна. После некоторой полемики результаты Бухерера стали общепризнанными, и это сыграло значительную роль в принятии научным сообществом теории относительности.
Позже (1923, 1924), Бухерер в некоторых публикациях критиковал общую теорию относительности Эйнштейна. Позднее он снял свои возражения, признав, что неверно истолковал принцип эквивалентности Эйнштейна.

## Труды

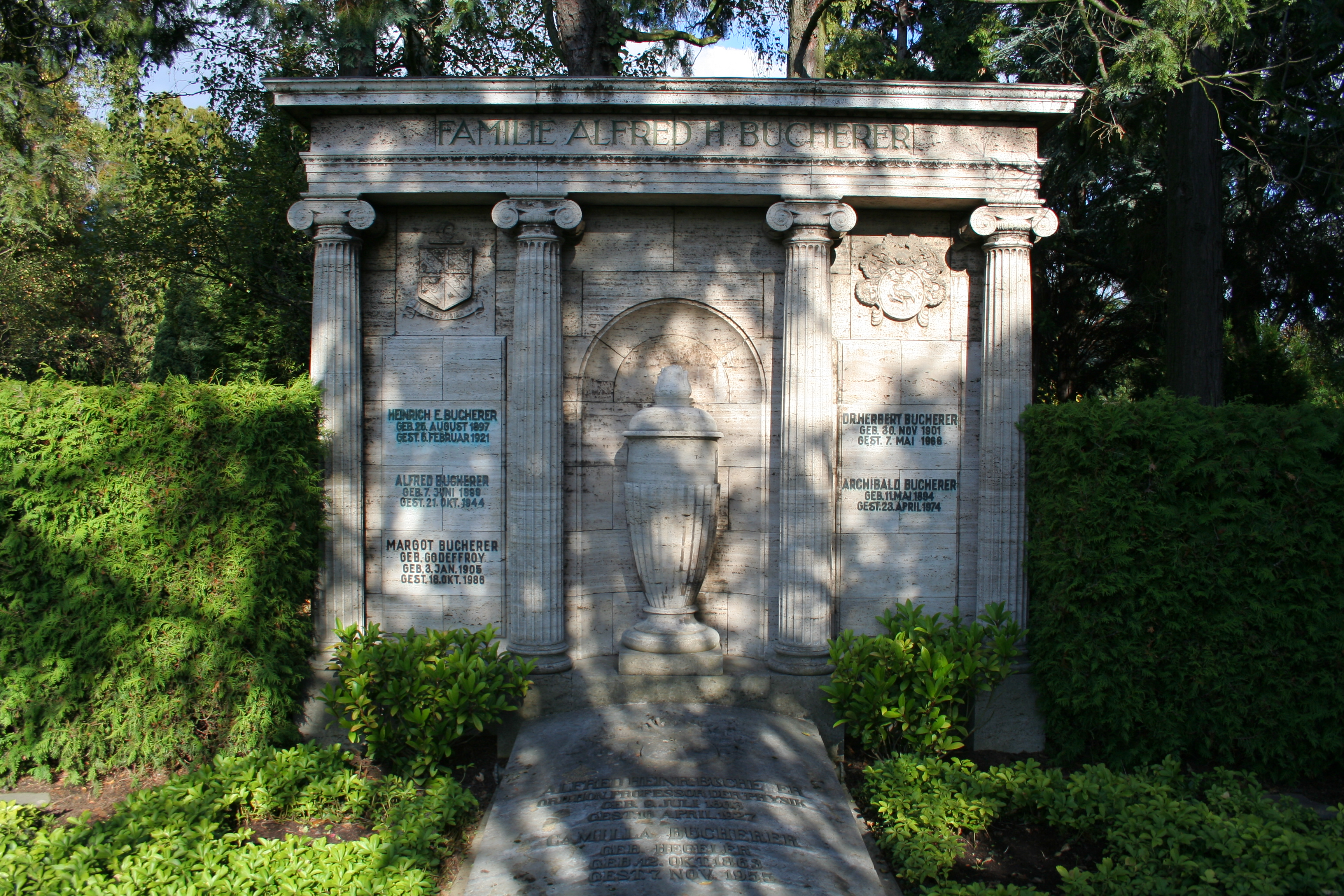
Могила Бухерера в Бонне

- Bucherer, A. H. Die Wirkung des Magnetismus auf die electromotorische Kraft (нем.) // Annalen der Physik : magazin. — 1896. — Bd. 294, Nr. 7. — S. 564—578. — doi:10.1002/andp.18962940710. — Bibcode: 1896AnP...294..564B.

- Bucherer, A. H. Nachtrag zu: Die Wirkung des Magnetismus auf die electromotorische Kraft (нем.) // Annalen der Physik : magazin. — 1896. — Bd. 295, Nr. 12. — S. 735—741. — doi:10.1002/andp.18962951208. — Bibcode: 1896AnP...295..735B.

- Bucherer, A. H. Berichtigung zu "Magnetismus und electromotorische Kraft" (нем.) // Annalen der Physik : magazin. — 1897. — Bd. 297, Nr. 8. — S. 807. — doi:10.1002/andp.18972970814. — Bibcode: 1897AnP...297..807B.

- Bucherer, A. H. Ueber osmotischen Druck (неопр.) // Annalen der Physik. — 1898. — Т. 300, № 3. — С. 549—554. — doi:10.1002/andp.18983000307. — Bibcode: 1898AnP...300..549B.

- Bucherer, A. H. Zur Theorie der Thermoelektricität der Elektrolyte (неопр.) // Annalen der Physik. — 1900. — Т. 308, № 10. — С. 204—209. — doi:10.1002/andp.19003081004. — Bibcode: 1900AnP...308..204B.

- Bucherer, A. H. Ueber das Kraftfeld einer sich gleichförmig bewegenden Ladung (нем.) // Annalen der Physik : magazin. — 1902. — Bd. 313, Nr. 6. — S. 326—335. — doi:10.1002/andp.19023130606. — Bibcode: 1902AnP...313..326B.

- Bucherer, A. H. Berichtigung (неопр.) // Annalen der Physik. — 1902. — Т. 314, № 9. — С. 496. — doi:10.1002/andp.19023141015. — Bibcode: 1902AnP...314..496B.

- Bucherer, A. H. Elemente der Vektor-Analysis mit Beispielen aus der theoretischen Physik (нем.). — Leipzig: Teubner, 1903.

- Bucherer, A. H. Über den Einfluß der Erdbewegung auf die Intensität des Lichtes (нем.) // Annalen der Physik : magazin. — 1903b. — Bd. 316, Nr. 6. — S. 270—283. — doi:10.1002/andp.19033160604. — Bibcode: 1903AnP...316..270B.

- Bucherer, A. H. Mathematische Einführung in die Elektronentheorie (нем.). — Leipzig: Teubner, 1904.

- Bucherer, A. H. Das deformierte Elektron und die Theorie des Elektromagnetismus (нем.) // Physikalische Zeitschrift : magazin. — 1905. — Bd. 6. — S. 833—834.

- Bucherer, A. H. Ein Versuch, den Elektromagnetismus auf Grund der Relativbewegung darzustellen (нем.) // Physikalische Zeitschrift : magazin. — 1906. — Bd. 7. — S. 553—557.

- Bucherer, A. H. On a new Principle of Relativity in Electromagnetism (англ.) // Philosophical Magazine : journal. — 1907. — Vol. 13. — P. 413—421. — doi:10.1080/14786440709463617.

- Bucherer, A. H. The Action of Uniform Electric and Magnetic Fields on Moving Electrons (англ.) // Philosophical Magazine : journal. — 1907. — Vol. 13. — P. 721. — doi:10.1080/14786440709463650.

- Bucherer, A. H. Messungen an Becquerelstrahlen. Die experimentelle Bestätigung der Lorentz-Einsteinschen Theorie (нем.) // Physikalische Zeitschrift : magazin. — 1908. — Bd. 9. — S. 755—762.

- Bucherer, A. H. On the Principle of Relativity and on the Electromagnetic Mass of the Electron. A Reply to Mr. Cunningham (англ.) // Philosophical Magazine : journal. — 1908. — Vol. 15. — P. 316—318. — doi:10.1080/14786440809463774.

- Bucherer, A. H. Die experimentelle Bestätigung des Relativitätsprinzips (нем.) // Annalen der Physik : magazin. — 1909. — Bd. 333, Nr. 3. — S. 513—536. — doi:10.1002/andp.19093330305. — Bibcode: 1909AnP...333..513B.

- Bucherer, A. H. Nachtrag zu meiner Arbeit: "Bestätigung des Relativitätsprinzips" (нем.) // Annalen der Physik : magazin. — 1909. — Bd. 334, Nr. 10. — S. 1063. — doi:10.1002/andp.19093341011. — Bibcode: 1909AnP...334.1063B.

- Bucherer, A. H. Antwort auf die Kritik des Hrn. E. Bestelmeyer bezüglich meiner experimentellen Bestätigung des Relativitätsprinzips (нем.) // Annalen der Physik : magazin. — 1909. — Bd. 335, Nr. 15. — S. 974—986. — doi:10.1002/andp.19093351506. — Bibcode: 1909AnP...335..974B.

- Bucherer, A. H. Erwiderung auf die Bemerkungen des Hrn. A. Bestelmeyer (нем.) // Annalen der Physik : magazin. — 1910. — Bd. 338, Nr. 14. — S. 853—856. — doi:10.1002/andp.19103381414. — Bibcode: 1910AnP...338..853B.

- Bucherer, A. H. Die neuesten Bestimmungen der spezifischen Ladung des Elektrons (нем.) // Annalen der Physik : magazin. — 1912. — Bd. 342, Nr. 3. — S. 597—598. — doi:10.1002/andp.19123420311. — Bibcode: 1912AnP...342..597B.

- Bucherer, A. H. Gravitation und Quantentheorie (неопр.) // Annalen der Physik. — 1922. — Т. 373, № 9. — С. 1—10. — doi:10.1002/andp.19223730902. — Bibcode: 1922AnP...373....1B.

- Bucherer, A. H. Gravitation und Quantentheorie. II (неопр.) // Annalen der Physik. — 1922. — Т. 373, № 14. — С. 545—550. — doi:10.1002/andp.19223731403. — Bibcode: 1922AnP...373..545B.

- Bucherer, A. H. Die Rolle des Standorts in der Relativitätstheorie. Eine Antwort auf die Kritik des Hrn. A. Wenzl (нем.) // Annalen der Physik : magazin. — 1924. — Bd. 378, Nr. 5—6. — S. 397—402. — doi:10.1002/andp.19243780506. — Bibcode: 1924AnP...378..397B.

- Bucherer, A. H. Berichtigung zur Arbeit "Die Rolle des Standorts in der Relativitätstheorie" (нем.) // Annalen der Physik : magazin. — 1924. — Bd. 379, Nr. 9. — S. 104. — doi:10.1002/andp.19243790906. — Bibcode: 1924AnP...379..104B.